# John Martin Crawford
Pour les articles homonymes, voir John Martin (homonymie), Martin et Crawford.
John Martin Crawford dit « The Lady Killer », est un tueur en série canadien.

## Crimes
Crawford a été condamné en 1981 à 10 ans de prison pour homicide involontaire dans le meurtre de Mary Jane Serloin, à Lethbridge, en Alberta. Alors que sous surveillance policière, Crawford agressa sexuellement Thérèse Kematch, qui avait été elle-même arrêtée, tandis que Crawford ne l'était pas.
Crawford a été reconnu coupable en 1996 du meurtre de trois femmes autochtones de Saskatoon en 1992 : Eva Taysup, Shelley Napope et Calinda Waterhen. Crawford purge actuellement trois peines de prison à perpétuité dans le pénitencier de la Saskatchewan.

## À propos de John Martin Crawford
Le tueur en série John Martin Crawford est décédé à l'âge de 58 ans dans un hôpital psychiatrique en Saskatchewan. Cet homme avait une fixation sur les femmes. En effet, il a tué sa première victime et a été condamné à 10 ans de prison, puis après sa sortie il a violé, torturé et tué trois femmes Autochtones : Eva Taysup, Calinda Waterhen et Shelly Napope. Il a été ensuite condamné à la prison à perpétuité,. Dans le Saskatoon Star Phoenix, John Martin Crawford nous dit clairement qu'il a tué ces femmes, car elles le fâchaient : "They made me mad. I killed them first."

## Réaction des médias
Un livre, écrit par Warren Goulding (en), traite du fait que Crawford a commis des crimes sur des personnes marginalisées et d'origine autochtone. Il est noté que cela a été fait dans l'indifférence la plus totale de la population canadienne et que les médias ont joué un rôle dans ce que Crawford a fait.

## À propos de ses crimes et les statistiques
Warren Goulding a publié "Just Another Indian"  afin de sensibiliser les gens face à ces atrocités, mais plus précisément pour démontrer le manque d'intérêt que les médias ont montré face à la mort de ces trois femmes autochtones. Effectivement, monsieur Goulding n'a pas tort de s'exprimer sur ce sujet, car les peuples autochtones sont fortement discriminés. Si on regarde les statistiques Canada, on peut facilement observer que le taux d'homicide est "six fois et demie plus élevée que celui affiché pour les victimes d'homicide non autochtones."  John Martin Crawford aurait visé les femmes autochtones, car celles-ci sont les plus fragiles et les plus faciles à attaquer, notamment à cause du manque d'éducation, le manque de travail et le manque de logements fixes. De plus, pour venir appuyer l'insuffisance des efforts portés contre les crimes contre les femmes autochtones, le Comité spécial sur la violence faite aux femmes autochtones explique qu'il ''n'existe pas de données officielles concernant le nombre de femmes et de filles autochtones portées disparues et assassinées au Canada."